# Hymenocallis schizostephana
Hymenocallis schizostephana är en amaryllisväxtart som beskrevs av Arthington Worsley. Hymenocallis schizostephana ingår i släktet Hymenocallis och familjen amaryllisväxter. Inga underarter finns listade i Catalogue of Life.